# Эндой
Эндой (др.-греч. Ἔνδοιος; Эндоп) — древнегреческий скульптор и одновременно персонаж древнегреческой мифологии.
Ученик Дедала. Последовал за Дедалом на Крит. Утверждали, что его работы статуя Афины в Афинах, статуя Афины в Эрифрах, статуя Афины Алеи в Тегее, статуя Артемиды в Эфесе.
Сейчас его считают скульптором сер. VI в. до н. э..